# 多田茂治
多田 茂治（ただ しげはる、1928年（昭和3年）3月27日 - 2020年（令和2年）5月3日）は、日本の文芸評論家。
福岡県小郡市に生まれる。1954年九州大学経済学部卒業。旧制福岡高等学校在学中から小説を書き始め、九州大学在学中に『九州文学』『新日本文学会』などの同人誌に参加し、作品を発表。大学卒業後は福岡で新聞記者となり、この頃夢野久作の三男・杉山参緑と知り合い、夢野久作に関心を持ち始める。上京後、週刊誌編集者、フリーライターを経て文筆業。51歳の時に、町田市ゆかりの明治の自由民権家、石坂昌孝や細野喜代四郎などを描いた「多摩困民記」を刊行し、作家デビューする。「自分の書き残したいものだけを書く」というポリシーのもと、綿密な調査や取材を行い、ノンフィクションや伝記を次々に執筆した。2004年『夢野久作読本』で日本推理作家協会賞（評論の部）受賞。選考委員の一人、井上ひさしは、本書について「第一級の評伝。とにかく面白い。」と評している。
2009年町田市民文学館春季企画展「まちだ作家博覧会展」にて、現役作家14人のうちの一人として紹介され、「夢野久作読本」の関連資料を中心に、原稿、取材ノート、日本推理作家協会賞などを展示。また2011年4月から2013年3月まで、町田市民文学館運営協議会の会長として、その活動を支えた。2019年誤嚥性肺炎により入院。2020年5月3日没。

## 著書
- 『多摩困民記』創樹社 1979
- 『筑前江川谷 竹槍一揆から秋月の乱まで』葦書房 1979
- 『グラバー家の最期 日英のはざまで』葦書房 1991
- 『大正アナキストの夢 渡辺政太郎とその時代』土筆社 1992
  - 『大正アナキストの夢　渡辺政太郎とその時代』皓星社、2021年。ISBN 9784774407517。
- 『内なるシベリア抑留体験 石原吉郎・鹿野武一・菅季治の戦後史』社会思想社 1994　のち文元社
- 『夢野一族 杉山家三代の軌跡』三一書房 1997
- 『石原吉郎「昭和」の旅』作品社 2000
- 『野十郎の炎』葦書房 2001　のち弦書房
- 『夢野久作読本』弦書房 2003
- 『玉葱の画家 青柳喜兵衛と文士たち』弦書房 2004
- 『戦中文学青春譜 「こをろ」の文学者たち』海鳥社 海鳥ブックス 2006
- 『母への遺書 沖縄特攻林市造』弦書房 2007
- 『満洲・重い鎖 牛島春子の昭和史』弦書房 2009
- 『松本英一郎愛と怖れの風景画』弦書房 2012
- 『夢野久作と杉山一族』弦書房 2012

### 共著
- 『別冊宝島　名字の由来がわかる本 ルーツを探る旅』金容権共著 宝島社 2004 「名字の秘密」文庫

## 注
1. ↑  『読売年鑑 2016年版』（読売新聞東京本社、2016年）p.456
2. ↑  『満州・重い鎖』著者紹介